# Brunn & Company

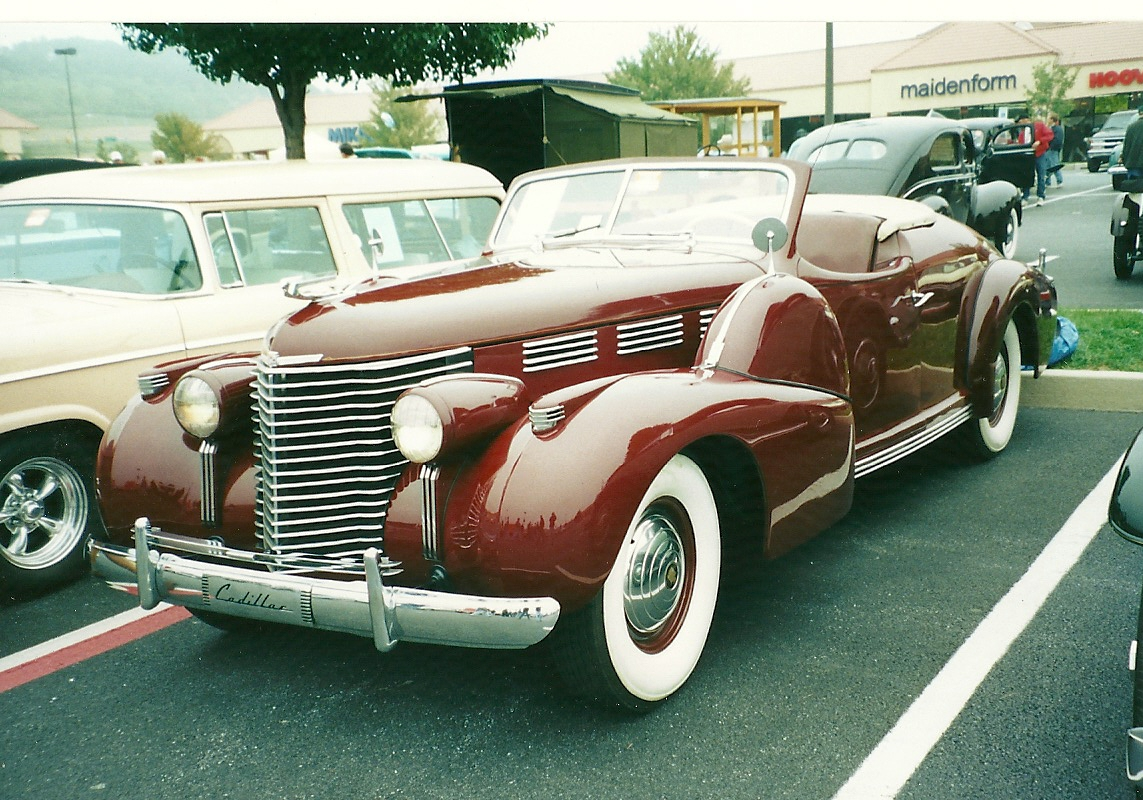
Cadillac (1938)

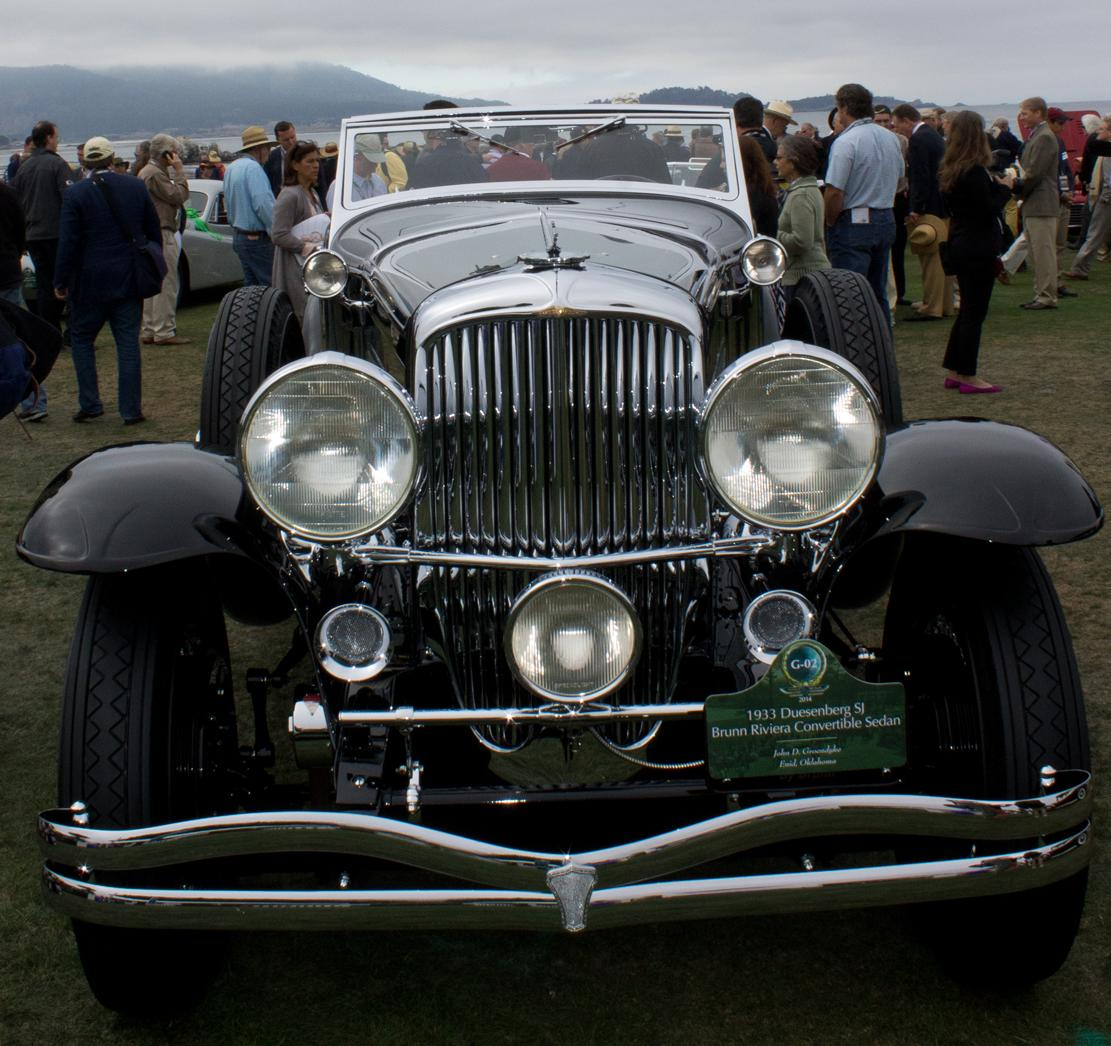
Duesenberg SJ (1933)

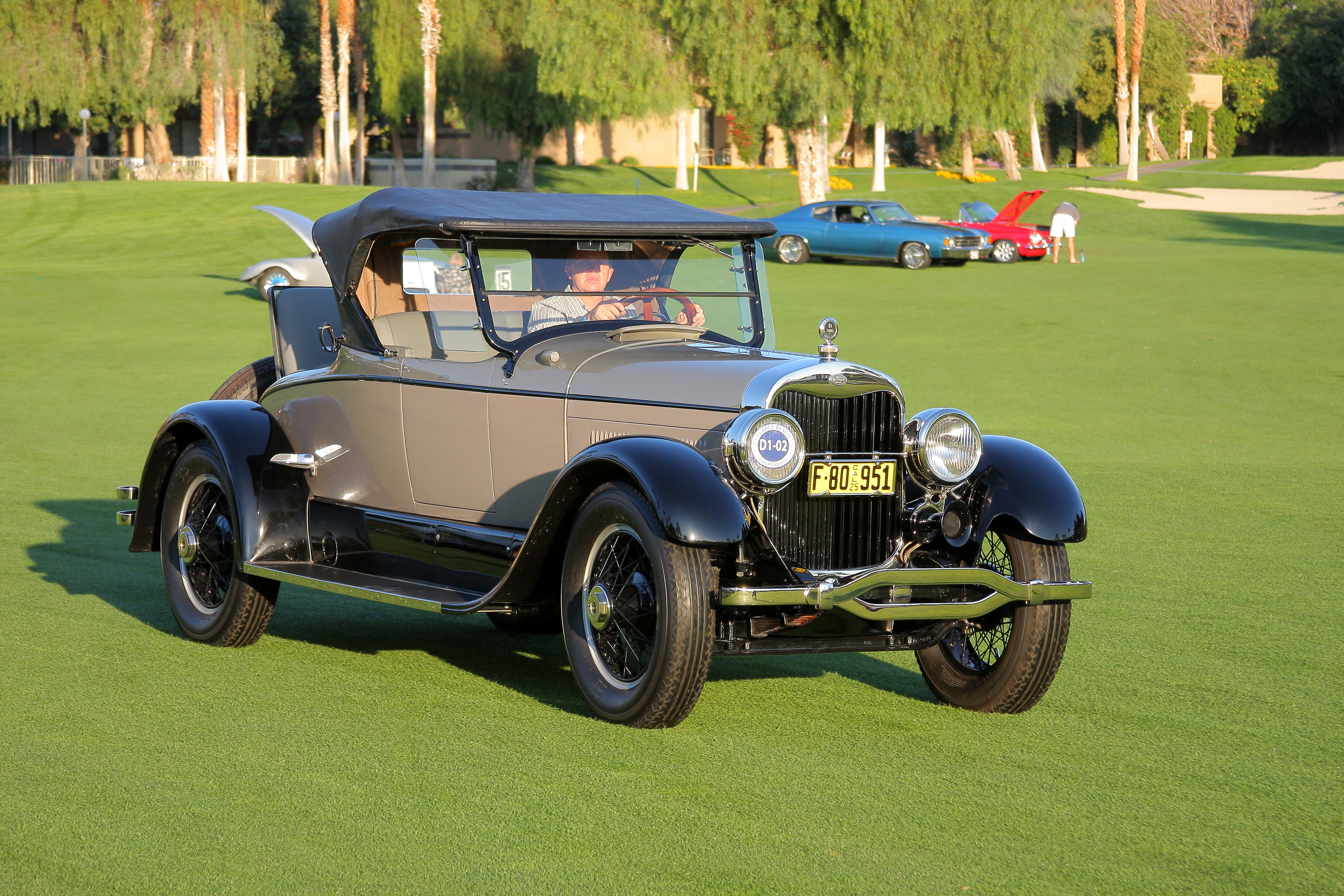
Lincoln (1925)

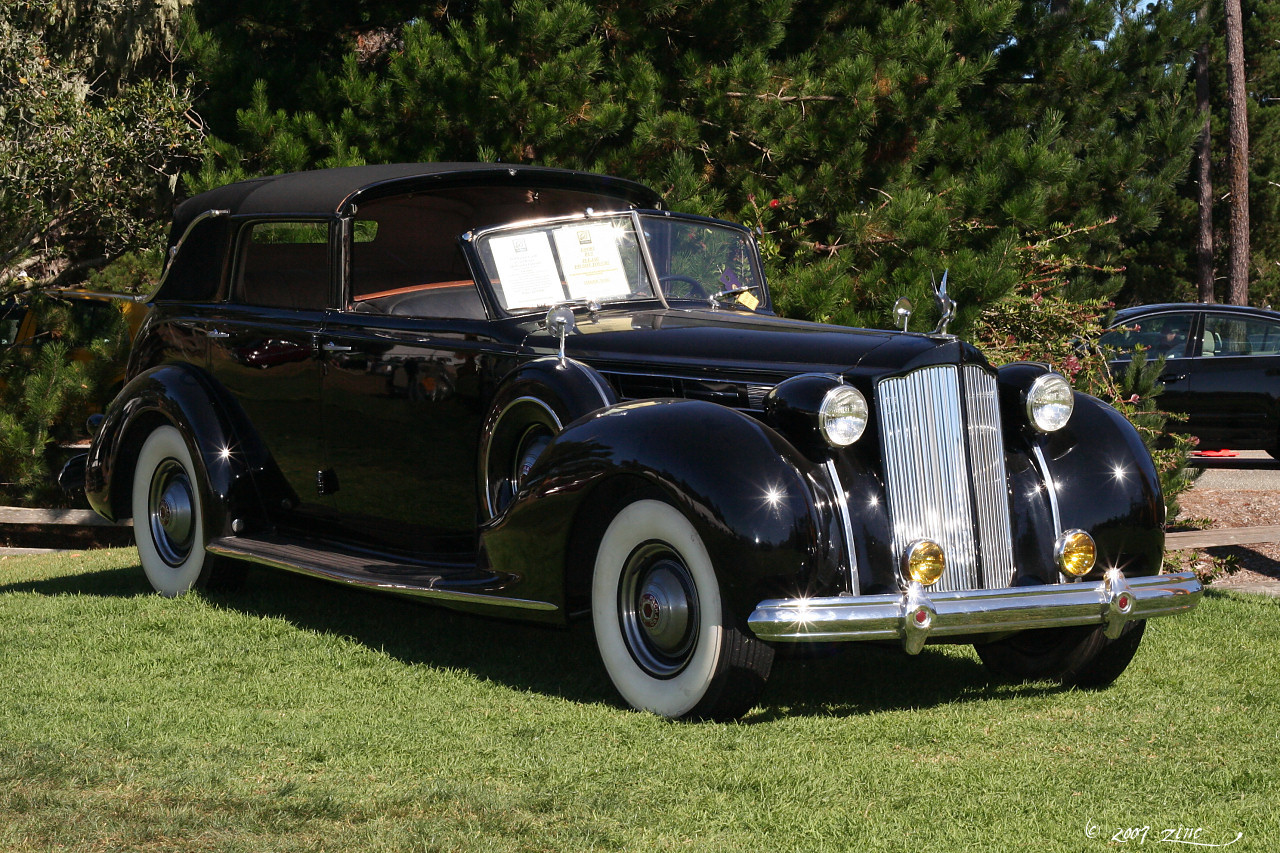
Packard (1938)

Brunn & Company war ein US-amerikanisches Karosseriebauunternehmen.

## Unternehmensgeschichte
Hermann A. Brunn war ab 1898 im Kutschenbauunternehmen seines Onkels Brunn Carriage Manufacturing Company beschäftigt und danach bei der H.H. Babcock Company. 1908 gründete er das eigene Unternehmen in Buffalo im US-Bundesstaat New York. Er begann mit der Produktion von Karosserien für Automobile.
Im September 1920 erschienen neue Modelle der Marke Lincoln. Ihre Karosserien wurden als hässlich, altmodisch und geräuschvoll bezeichnet. Brunn erhielt den Auftrag, neue Karosserien zu entwerfen. Nach der Übernahme von Lincoln durch Henry Ford 1922 wurden die guten Geschäftsbeziehungen zwischen Lincoln und Brunn aufrechterhalten. Die meisten der von Brunn entworfenen oder hergestellten Karosserien waren für Fahrgestelle von Lincoln. Vereinzelt entstanden Fahrzeuge auf Basis von Pierce-Arrow, Dodge und Jordan gegen Ende der 1920er Jahre, Packard und Cadillac während der 1930er Jahre sowie Buick ab 1939.
Weitere Fahrzeuge entstanden auf Basis von Thomas, Reo, Stearns-Knight, Duesenberg, LaSalle und Rolls-Royce Silver Ghost von Rolls-Royce of America.
1941 endete die Produktion. In besten Zeiten hatten rund 150 Mitarbeiter etwa 20 Karosserien monatlich hergestellt.

## Besonderheiten
1932 wurde die Doublentry door vorgestellt. Die Seitentür hatte zwei Türgriffe. Wenn der hintere Türgriff entriegelt wurde, öffnete die Tür nach hinten. Bei Betätigung des vorderen Türgriffs öffnete die Tür andersherum. Es gab eine mechanische Sperre, die verhinderte, dass durch das Anpacken beider Türgriffe die Tür rausfiel.
Eine andere Quelle gibt an, dass Brunn dafür Lizenzgebühren an Pininfarina zahlte.